# Belgisch kampioenschap kwarttriatlon
Het Belgisch kampioenschap kwarttriatlon, ook Belgisch kampioenschap triatlon op de olympische afstand genoemd,  is een jaarlijks kampioenschap georganiseerd door Belgian Triathlon (Be3) voor triatleten.

## Erelijst

### Heren
| Jaar | Plaats             | Goud                | Zilver              | Brons                |
| 1985 | Berlare            | Karel Blondeel      |                     |                      |
| 1993 | Kapelle-op-den-Bos | Karel Blondeel      | Danny Simons        | Kris Marien          |
| 1994 |                    |                     |                     |                      |
| 1995 | Menin              |                     |                     |                      |
| 1996 | Mol                |                     |                     |                      |
| 1997 | Kapelle-op-den-Bos |                     |                     |                      |
| 1998 | Middelkerke        | Marc Herremans      | Danny Simons        | Philip Segers        |
| 1999 | Mol                | Marc Herremans      |                     |                      |
| 2000 | Middelkerke        | Rutger Beke         | Marino Vanhoenacker | Kjell Verleysen      |
| 2001 | Antoing            | Rutger Beke         | Marc Herremans      | Marino Vanhoenacker  |
| 2002 | Leuven             | Frederik Van Lierde | Axel Zeebroek       | Rutger Beke          |
| 2003 | Leuven             | Rutger Beke         | Peter Croes         | Kjell Verleysen      |
| 2004 | Meerhout           | Rutger Beke         | Peter Croes         | Koen Hoeyberghs      |
| 2005 | Vilvoorde          | Frederik Van Lierde | Axel Zeebroek       | Stijn Goris          |
| 2006 | Antoing            | Stijn Goris         | Kjell Verleysen     | Dennis Devriendt     |
| 2007 | Weiswampach        | Peter Croes         | Stijn Goris         | Lander Dircken       |
| 2008 | Kortrijk           | Simon De Cuyper     | Stijn Goris         | Lander Dircken       |
| 2009 | Izegem             | Axel Zeebroek       | Bart Aernouts       | Kjell Verleysen      |
| 2010 | Doornik            | Peter Croes         | Stijn Goris         | Michael Rosu         |
| 2011 | Izegem             | Peter Croes         | Simon De Cuyper     | Pieter Heemeryck     |
| 2012 | Mechelen           | Simon De Cuyper     | Pieter Heemeryck    | Marc Geerts          |
| 2013 | Brasschaat         | Simon De Cuyper     | Pieter Heemeryck    | Peter Denteneer      |
| 2014 | Kortrijk           | Pieter Heemeryck    | Simon De Cuyper     | Tom Suetens          |
| 2015 | Eau d'Heure        | Jelle Geens         | Pieter Heemeryck    | Jonathan Wayaffe     |
| 2016 | Izegem             | Simon De Cuyper     | Tom Mets            | Stijn Goris          |
| 2017 | Izegem             | Arthur De Jaegher   | Antonio Hernaert    | Tom Suetens          |
| 2018 | Izegem             | Tim Van Hemel       | Pieter Heemeryck    | Neal Van Vaerenbergh |
| 2019 | Wuustwezel         | Simon De Cuyper     | Pieter Heemeryck    | Tim Van Hemel        |
| 2020 | L'eau d'heure      | niet georganiseerd  |                     |                      |
| 2021 | Hofstade           | Jonathan Wayaffe    | Thomas Guilmot      | Alexis Krug          |
| 2022 | Kinrooi            | Jonathan Wayaffe    | Joran Driesen       | Dieter Boeye         |
| 2023 | Libramont          | Simon De Cuyper     | Jarne Ameye         | Stef Corthouts       |
| 2024 | Hofstade           | Jonathan Wayaffe    | Toon Mariën         | Jarne Ameye          |

### Dames
| Jaar | Plaats             | Goud               | Zilver               | Brons                 |
| 1993 | Kapelle-op-den-Bos | Mieke Suys         | Christel van Eesbeek | Chantal Duck          |
| 1994 |                    |                    |                      |                       |
| 1995 | Menin              |                    |                      | Kathleen Smet         |
| 1996 | Mol                | Kathleen Smet      |                      |                       |
| 1997 | Kapelle-op-den-Bos | Mieke Suys         | Kathleen Smet        |                       |
| 1998 | Middelkerke        | Kathleen Smet      | Mieke Suys           |                       |
| 1999 | Mol                |                    |                      |                       |
| 2000 | Middelkerke        | Kathleen Smet      | Heidi Veramme        | Christel van Eesbeeck |
| 2001 | Antoing            | Jessica Mayon      | Céline Rositano      | Liesbeth De Schrijver |
| 2002 | Leuven             | Kathleen Smet      | Jessica Mayon        | Céline Rositano       |
| 2003 | Leuven             | Kathleen Smet      | Mieke Suys           | Céline Rositano       |
| 2004 | Meerhout           | Kathleen Smet      | Mieke Suys           | Joke Coysman          |
| 2005 | Vilvoorde          | Kathleen Smet      | Joke Coysman         | Heidi Veramme         |
| 2006 | Antoing            | Céline Rositano    | Jessica Mayon        | Joke Coysman          |
| 2007 | Weiswampach        | Jessica Mayon      | Kristien Vleugels    | Sofie Goos            |
| 2008 | Kortrijk           | Joke Coysman       | Sofie Goos           | Katrien Verstuyft     |
| 2009 | Izegem             | Katrien Verstuyft  | Joke Coysman         | Karolien Geerts       |
| 2010 | Doornik            | Alexandra Tondeur  | Marjolein Truyers    | Karolien Geerts       |
| 2011 | Izegem             | Sofie Hooghe       | Joke Coysman         | Eline De Smedt        |
| 2012 | Mechelen           | Katrien Verstuyft  | Jolien Lewyllie      | Sofie Hooghe          |
| 2013 | Brasschaat         | Katrien Verstuyft  | Alexandra Tondeur    | Xenia Luxem           |
| 2014 | Kortrijk           | Sofie Hooghe       | Alexandra Tondeur    | Xenia Luxem           |
| 2015 | Eau d'Heure        | Katrien Verstuyft  | Charlotte Deldaele   | Christine Verdonck    |
| 2016 | Izegem             | Sofie Hooghe       | Ine Couckuyt         | Sara Van de Vel       |
| 2017 | Izegem             | Valerie Barthelemy | Sofie Hooghe         | Katrien Verstuyft     |
| 2018 | Izegem             | Valerie Barthelemy | Charlotte Deldaele   | Katrien Verstuyft     |
| 2019 | Wuustwezel         | Laura Swannet      | Jolien Vermeylen     | Hanne De Vet          |
| 2020 | L'eau d'heure      | niet georganiseerd |                      |                       |
| 2021 | Hofstade           | Jolien Vermeylen   | Katrien Maes         | Charlotte Deldaele    |
| 2022 | Kinrooi            | Jolien Vermeylen   | Katrien Maes         | Charlotte Deldaele    |
| 2023 | Libramont          | Katrien Maes       | Nele Dequae          | Hannelore Willen      |
| 2024 | Hofstade           | Hannelore Willen   | Hasse Fleerackers    | Rhune Vansteenkiste   |